# Гринь, Михаил Петрович
Михаил Петрович Гринь (1924, Проскуров — март 2003, Азнакаево) — советский работник нефтяной промышленности, буровик. Герой Социалистического Труда.

## Биография
Родился 3 октября (по другим данным 10 марта) 1924 года в г. Проскуров Украинской ССР.
Начал свою трудовую деятельность в 15 лет учеником слесаря. Был участником Великой Отечественной войны, воевал в составе дивизиона гвардейских миномётов. После войны оказался в Узбекистане, где впервые своими глазами увидел нефтяную вышку и буровой станок. Стал нефтяником и прошел ступени от простого рабочего, верхового помощника бурильщика до бурильщика. В 1948 году переехал в Татарию, где с 1949 по 1952 годы трудился на предприятии «Татнефть» — был мастером турбинно-роторного бурения. В 1952 году перешел в эксплуатационную бригаду, перейдя из треста «Татнефтегазразведка» во вновь организованную контору бурения № 3 треста «Альметьевбурнефть», расположенную в Азнакаево. Затем до 1967 года возглавлял буровую бригаду КБ-3 треста «Татбурнефть» производственного объединения «Татнефть». В 1970—1989 годах Михаил Гринь был заместителем начальника Азнакаевского управления буровых работ.
Свой богатый опыт он передавал многим своим последователям. Избирался депутатом Верховного Совета СССР и Татарской АССР. Находясь на пенсии, руководил первичной ячейкой организации «Герои Татарстана».
Умер в марте 2003 года. Его брат — Матвей Петрович (1927—1998) — также буровик, лауреат Государственной премии СССР.

### Интересный факт
Михаил Петрович Гринь был автором многочисленных рекордов по проходке и скорости бурения. Так в 1961 году он стал автором всесоюзного рекорда — 36194 метра проходки.

## Награды
- 19 марта 1959 года М. П. Гриню было присвоено звание Героя Социалистического Труда с вручением ордена Ленина.
- Также награждён многими наградами, почетными грамотами Президиума Верховного Совета Татарской АССР, обкома КПСС, ЦК ВЛКСМ и Совета Министров ТАССР.
- Удостоен звания «Почетного нефтяника СССР», золотой и серебряной медалей ВДНХ.
- Постановлением главы администрации Азнакаевского района и города Азнакаево № 22 от 05.06.1997 года Гриню Михаилу Петровичу присвоено звание «Почетный гражданин Азнакаево».[9]

## Память
- В Азнакаеве именем Героя названа улица.
- Бюст М. П. Гриня воздвигнут в Алее героев Азнакаево.